# 크샤트리야

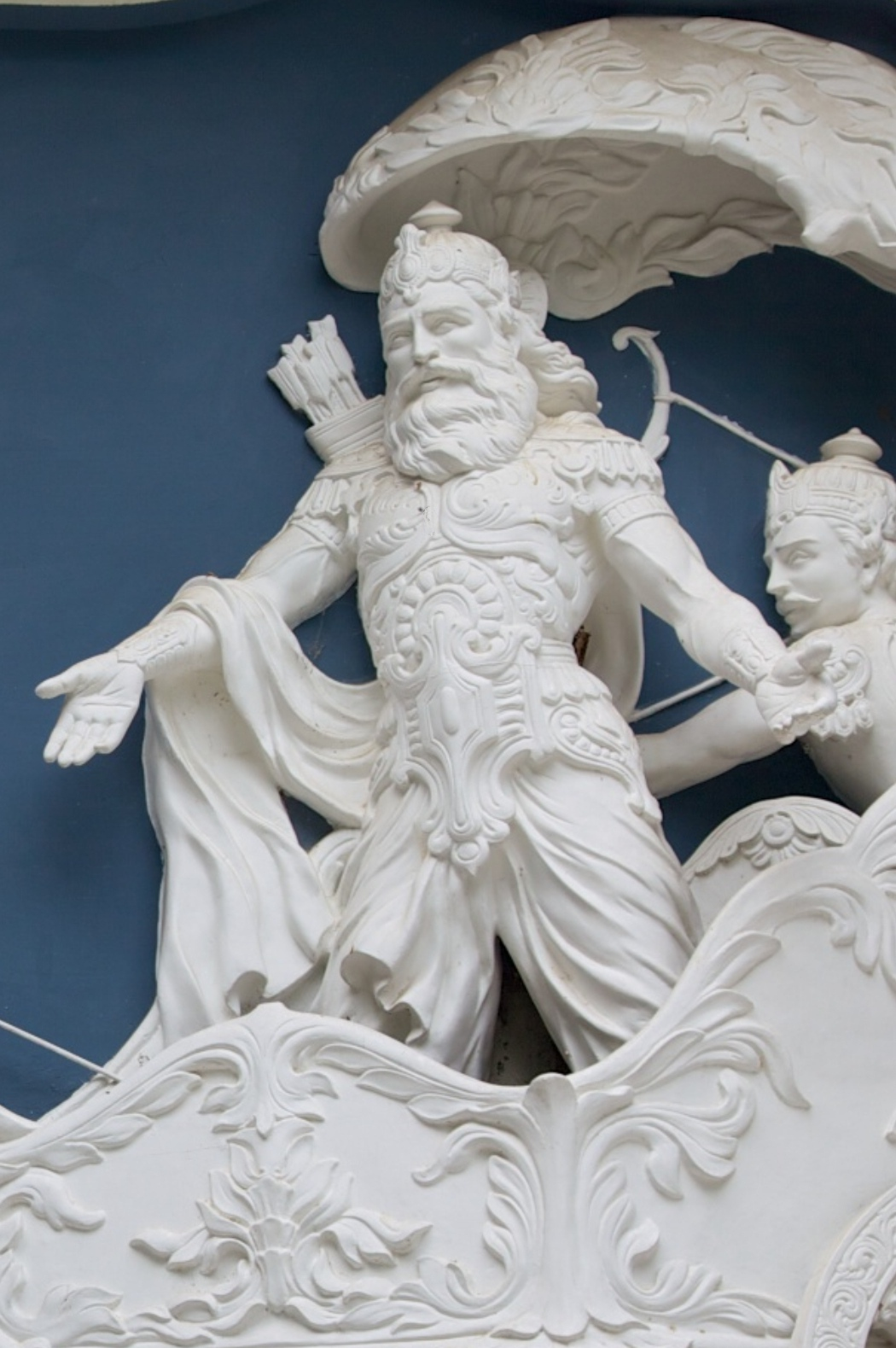
힌두 문학의 달 왕조에 속하는 크샤트리야인 비슈마 상.

크샤트리야(산스크리트어: क्षत्रिय) 또는 라자니야(산스크리트어: राजन्य)는 힌두교 사회의 네 가지 바르나(사회 계급) 중 하나로, 전사 귀족과 관련이 있다. 산스크리트어 용어 크샤트리야(kṣatriyaḥ)는 후기 베다 사회의 맥락에서 사용되었으며, 당시 사회 구성원들은 브라만, 크샤트리야, 바이샤, 수드라의 네 가지 계급으로 조직되었다.

## 역사

### 초기 리그베다 부족 군주제
베다 시대 인도의 행정 기구는 라잔(Rajan)이라고 불리는 부족 왕이 이끌었으며, 그의 지위는 세습될 수도 있고 아닐 수도 있었다. 왕은 여성도 포함된 부족회의(사미티(Samiti)라고 불림)에서 선출되었을 수 있다. 라잔은 부족과 가축을 보호했으며, 사제의 도움을 받았다. 그는 상비군을 유지하지 않았지만, 후기에는 통치 계층이 사회 계급으로 부상한 것으로 보인다. 네 가지 바르나 시스템의 개념은 아직 기록되지 않았다.

### 후기 베다 시대
리그베다의 찬송가인 푸루샤 숙타는 우주적 희생(야즈나)을 통한 네 가지 바르나의 상징적 창조를 묘사한다. 일부 학자들은 푸루샤 숙타가 베다 문학의 고대적인 스타일에 비해 신조어적인 특성을 띠고 있다는 점을 들어 리그베다에 후대에 삽입된 것으로 본다. 모든 인도인이 베다 사회의 바르나 패러다임에 완전히 규제되지 않았기 때문에, 푸루샤 숙타는 유전적인 카스트 제도를 베다에서 정당화하기 위해 작곡되었다고 추정된다. 또 다른 설명은 수드라라는 단어가 푸루샤 숙타를 제외하고는 리그베다의 다른 곳에는 나오지 않으므로, 일부 학자들은 푸루샤 숙타가 이미 존재했던 억압적이고 착취적인 계급 구조를 나타내고 정당화하며 신성하게 하기 위해 후기 리그베다 시대에 작곡되었다고 믿는다.
푸루샤 수크타는 크샤트리야가 아닌 라자니야(rajanya)라는 용어를 사용하지만, 현존하는 베다 문헌에서 네 가지 사회 계급이 처음으로 함께 언급된 최초의 사례로 간주된다. 라자니야라는 용어의 사용은 '라잔의 친족' (즉, 통치자의 친족)이 당시 별개의 사회 집단으로 부상했음을 나타낼 수 있으며, 베다 시대 말기에는 라자니야라는 용어가 크샤트리야로 대체되었다. 라자니야는 라잔과의 친족 관계를 강조하고 크샤트리야는 특정 영역에 대한 권력을 나타낸다. 크샤트리야라는 단어와 달리 라자니야라는 용어는 본질적으로 가계 내의 지위를 나타냈다. 반면 크샤트라는 "통치; 통치 계급 중 하나"를 의미한다.
자이스왈은 브라흐만이라는 용어가 푸루샤 숙타를 제외하고는 리그베다에 거의 나타나지 않으며, 사제 계급을 위해 사용되지 않았을 수도 있다고 지적한다. 파니니, 파탄잘리, 카트야야나 및 마하바라타의 권위에 기반하여 자야스왈은 라자니야가 정치인들의 이름이었으며 라자니야족은 따라서 (선출된 통치자를 가진) 민주주의였다고 믿는다. 안다카와 브리슈니 라자니야족은 선출된 통치자 시스템을 따랐던 예시이다. 람 샤란 샤르마는 다양한 씨족 지도자나 가계 지도자들이 중앙 지도자를 어떻게 선출했는지, 그리고 라자니야(통치자를 돕는 귀족)와 비스(농민) 사이의 양극화가 심화되면서 한편으로는 별개의 계급(라자, 라자니야, 크샤트라, 크샤트리야)으로서의 지도자들과 다른 한편으로는 비스(씨족 농민) 사이의 구별이 어떻게 생겨났는지 자세히 설명한다.
크샤트리야라는 용어는 크샤트라에서 유래했으며, 전투에서 성공적인 지도자가 되는 것보다 특정 영토에 대한 주권을 주장하고 씨족 토지에 대한 소유권을 상징하는 가시적인 권력을 기반으로 하는 시간적 권위와 권력을 의미한다. 이것은 나중에 왕권 개념으로 이어졌다.
브라마나 시대(기원전 800년 ~ 기원전 700년)에는 바르나의 지위에 모호함이 있었다. 판차빔샤 브라마나(13,4,7)에서는 라자니야가 먼저, 그 다음 브라흐만, 그 다음 바이샤 순으로 배치된다. 샤타파타 브라마나 13.8.3.11에서는 라자니야가 두 번째에 배치된다. 샤타파타 브라마나 1.1.4.12에서는 브라흐만, 바이샤, 라자니야, 수드라 순이다. 브라흐만 전통의 순서인 브라흐만, 크샤트리야, 바이샤, 수드라는 다르마수트라 시대(기원전 450년 ~ 기원전 100년)부터 확정되었다. 크샤트리야는 불교권에서 종종 최고로 여겨졌다. 힌두 사회 내에서도 때때로 브라만들과 경쟁했지만, 일반적으로 사제 계급의 우월성을 인정했다. 크샤트리야들은 또한 역사적 베다 종교의 야즈나에 의문을 제기하기 시작했으며, 이는 우파니샤드에서 발전한 종교적 사상으로 이어졌다.

### 힌두교 의례 의무
크샤트리야는 베다를 공부하고, 선물을 주고, 불 의식을 수행했다.
|            | 아드야얀 (베다 학습) | 야자나 (자신을 위한 희생 제의) | 다나 (선물 주기) | 아드야파나 (베다 교육) | 야자나 (희생을 위한 사제 역할) | 프라티그라하 (선물 수락) |
| ---------- | -------------------- | ------------------------------ | ---------------- | ---------------------- | ------------------------------ | ------------------------ |
| 브라만     | ✓                    | ✓                              | ✓                | ✓                      | ✓                              | ✓                        |
| 크샤트리야 | ✓                    | ✓                              | ✓                | 아니요                 | 아니요                         | 아니요                   |
| 바이샤     | ✓                    | ✓                              | ✓                | 아니요                 | 아니요                         | 아니요                   |

### 십육대국
가나 상가 형태의 정부는 십육대국 시대(기원전 600년 ~ 기원전 300년경)의 과두공화정이었으며, 크샤트리야 씨족이 통치했다. 그러나 이 크샤트리야들은 베다 종교를 따르지 않았으며, 브라만 문헌에서는 때때로 타락한 크샤트리야 또는 수드라라고 불렸다. 크샤트리야는 수도의 의회에서 대표로 활동하며, 의회에 상정된 다양한 문제들을 토론했다. 베다 브라만교의 후원 부족으로 인해, 가나 상가의 크샤트리야들은 종종 불교와 자이나교의 후원자였다. 팔리 경전에서 크샤트리야는 카티야(khattiya)로 언급된다.
십육대국의 왕국들에서 왕은 베다 종교를 통해 크샤트리야 지위를 주장했다. 왕들이 크샤트리야라고 주장했지만, 일부 왕들은 비크샤트리야 출신이었다.
십육대국 시대 이후, 북부 인도의 대부분의 저명한 왕조는 크샤트리야가 아니었다. 통치자들이 수드라 출신이라고 알려진 난다 왕조는 많은 크샤트리야 가문을 파괴했다.

### 마우리아 제국 이후의 크샤트리야
마우리아 제국의 붕괴 이후, 펀자브, 하리아나, 라자스탄의 수많은 씨족 기반 정치 체제들이 크샤트리야 지위를 주장했다.
샤카족과 야바나족은 브라만 학자들에 의해 낮은 지위의 크샤트리야로 간주되었다.
기원후 3세기에서 4세기 사이에 크리슈나강과 고다바리강 지역의 왕국들은 크샤트리야 지위를 주장하고, 자신들을 통치자로 정당화하기 위해 베다 의례를 수행했다. 7세기에 인도를 방문한 현장은 카불, 코살라, 빌라마라, 마하라슈트라와 발라비 같은 왕국들이 크샤트리야 통치자들에 의해 통치되고 있음을 기록했다.

### "푸라나" 크샤트리야의 등장
기원후 300년부터 700년까지의 시대에, 새로운 왕조들은 서사시와 푸라나의 크샤트리야와 연결됨으로써 브라만들에 의해 크샤트리야 지위를 부여받았다. 왕조들은 태양 및 달 왕조와 연관되기 시작했고, 이것이 그들에게 통치자로서의 정당성을 부여했다. 그 대가로 새롭게 크샤트리야로 불리게 된 왕조들은 브라만들을 후원하고 보상했다. 이 시기 크샤트리야들의 산스크리트 문화는 이후 시대에 큰 영향을 미쳤고, 후기 시대 크샤트리야들이 추구할 양식을 정립했다. 이 과정은 북인도와 데칸 고원 모두에서 일어났다.

### 현대 시대
폴린 콜렌다는 1960년대 자즈마니 제도가 어떻게 운영되었는지에 대해 서술하면서, "크샤트리야의 카스트 기능은 마을을 이끌고 보호하며, 정복을 통해 정복된 땅을 관리하는 것이다. 크샤트리야는 오늘날 가능한 한 이러한 기능을 수행하고 있으며, 카민에게 음식으로 대가를 지불하고 리더십을 제공한다"고 언급했다.

## 상징
의식에서 니야그로다(인도무화과 또는 인도 보리수 또는 반얀나무) 단다, 즉 지팡이는 만트라와 함께 크샤트리야 계급에 할당되며, 이는 신체적 활력 또는 '오자스'를 부여하기 위한 것이다.

## 가계
베다에는 어떤 밤샤(혈통)의 크샤트리야(또는 바르나)도 언급되어 있지 않다. 이티하사-푸라나 전통의 가계는 태양 왕조(수리야밤샤)와 달 왕조(찬드라밤샤/소마밤샤)이다.
다른 가계로는 아그니 (불)에서 유래한 조상을 주장하는 아그니반시("불의 혈통")와 나가에서 유래했다고 주장하는 나가반시(뱀의 혈통)가 있으며, 이들의 설명은 마하바라타와 같은 경전에서 찾을 수 있다.

## 같이 보기
- 인도의 카스트
- 상위 카스트
- 산스크리트화

## 참고 문헌
- Thapar, Romila (2004). 《History of Early India: From the Origins to AD 1300》. University of California Press. ISBN 0520242254.

## 더 읽어보기
- Ramesh Chandra Majumdar, Bharatiya Vidya Bhavan. History and Culture of Indian People, The Vedic Age. Bharatiya Vidya Bhavan, 1996. pp. 313–314